# Feloldójel (informatika)
A feloldójel (angolul escape character), más néven védőkarakter a számítástudományban és a távközlésben olyan karakter, amely egy karakterláncban azt jelöli, hogy a következő karaktert másképpen kell értelmezni, mint általános esetben.
A feloldó szekvencia, más néven vezérlősorozat (escape sequence) együtt jelöli a feloldójelet és a módosított értelmezésű karaktert.

## Példák

### Programozási nyelvek
A legtöbb modern programozási nyelvben az idézőjel (") karakter a karakterlánc-literálok határolójaként használatos.

Ha az idézőjeleken belül szeretnénk idézőjelet írni, azt csak a visszafelé dőlő perjel (backslash) mint feloldójel segítségével tehetjük.
Például Perlben:
```
print
 
"Nancy said "
Hello
 
World
!
" to the crowd."
;

```

Erre hibaüzenetet (syntax error) kapunk – hiszen a második idézőjellel látszólag véget érne az idézet –, azonban az alábbi
```
print
 
"Nancy said \"Hello World!\" to the crowd."
;

```

kifejezéssel a kívánt hatást érjük el, mivel a program a backslash miatt figyelmen kívül hagyja a második és harmadik idézőjel szokványos funkcióját, és úgy kezeli ezeket, mint az egyszerű betűket, számjegyeket.
Néhány nyelvben más módszerekkel is megoldhatjuk ezt a problémát.
Az ASCII feloldójel neve ESC, kódja 27, hexadecimálisan 0x1B.